# Harry Towb
Harry Towb (Larne, 27 juli 1925 - Londen, 24 juli 2009) was een Noord-Iers acteur.
Towb was de zoon van een Russische vader en een Ierse moeder en ging naar school in Belfast. Hij begon op te treden bij een rondreizend toneelgezelschap in Ierland en Engeland. In het  Londense West End speelde hij mee in de muziekuitvoering van Bar Mitzvah Boy. Hij deed ook mee in A Funny Thing Happened On The Way To The Forum in het National Theatre uit 2004. Towb trad veel op voor tv, onder meer in The Avengers, Casualty, The Bill, Minder, Doctor Who en Heartbeat. Onder zijn talrijke filmoptredens zijn te vermelden The Blue Max, Above Us the Waves, Patton en Lamb.
In december 2008 trad Towb nog op in twee afleveringen van de Londense soap EastEnders als David, de verloofde van Janine Butcher.